# Miraíma
Miraíma este un oraș în statul Ceará (CE) din Brazilia.